# یوگنی روداکوف
یوگنی روداکوف (روسی: Евгений Васильевич Рудаков؛ ۲ ژانویهٔ ۱۹۴۲ – ۲۱ دسامبر ۲۰۱۱) بازیکن فوتبال اهل اتحاد جماهیر شوروی سوسیالیستی بود.
از باشگاه‌هایی که در آن بازی کرده‌است می‌توان به باشگاه فوتبال تورپدو مسکو، باشگاه فوتبال اسپارتاک ایوانو-فرانکیفسک، و باشگاه فوتبال دینامو کی‌یف اشاره کرد.
وی همچنین در تیم‌های ملی فوتبال شوروی و زیر ۲۱ سال شوروی بازی کرده‌است.
وی در مسابقات کشوری و بین‌المللی در مجموع برندهٔ ۱ مدال برنز شده‌است.